# Der Bremerhaven-Krimi: Tödliche Fracht
Der Bremerhaven-Krimi: Tödliche Fracht ist ein deutscher Kriminalfilm von Nicolai Rohde aus dem Jahr 2023 mit Elena Uhlig, Cynthia Micas, Bernd Hölscher und Lukas Zumbrock als Zollermittler in den Hauptrollen. Die Erstausstrahlung des Pilotfilms der Krimireihe Der Bremerhaven-Krimi erfolgte am 14. Dezember 2023 im Rahmen des „DonnerstagsKrimis im Ersten“ zur Hauptsendezeit auf Das Erste.

## Handlung
Am Hafen von Bremerhaven wird eine neue Ermittlungsgruppe aus Zollermittlern, bestehend aus der Kontrollexpertin Katta Strüwer, der Finanzkontrollexpertin Lisa Cunningham, dem Zollfahnder Gero von Bernbeck und der IT-Forensiker Sven-Erik Dröse, gegründet, die mit interdisziplinärer Kompetenz gegen Wirtschaftskriminalität und Drogenhandel ankämpfen. In ihrem ersten Fall ermitteln sie gegen den sich in Deutschland illegal aufhaltenden Dmitri und den Spediteur Sören Bargbrecht und wollen deren kriminellen Machenschaften durchbrechen.

## Produktionsnotizen
Der Bremerhaven-Krimi: Tödliche Fracht wurde vom 15. November 2022 bis zum 15. Dezember 2022 an Schauplätzen in Bremerhaven gedreht.